# Rezidor Hotel Group
Rezidor Hotel Group (fostă Rezidor SAS) este o companie hotelieră din Belgia.
Grupul Rezidor operează la nivel internațional peste 300 de hoteluri, cu peste 60.000 de camere.
Rezidor este unul din primele 5 grupuri la nivel mondial în domeniul hotelier.
Din grup fac parte:
- actualele lanțurile hoteliere
  - Radisson
  - Radisson Blu
  - Radisson Red
  - Quorvus Collection
  - Park Plaza Hotels & Resorts
  - Park Inn by Radisson
  - Country Inns & Suites
- fostele lanțurile hoteliere
  - Malmaison
  - Regent
  - Cerruti
  - HotelMissoni

În anul 2008, grupul a inaugurat Radisson SAS, cel mai mare hotel de cinci stele din București, care dispune de 424 de camere.
Hotelul de pe Calea Victoriei este singurul brand Radisson din România.